# فيليب لاندري
فيليب لاندري (بالفرنسية: Philippe Landry)‏ (و. القرن 20  م) هو درامي ‏، وممثل كندي.

## التعليم
تعلم في جامعة أوتاوا.